# Szergej Vasziljevics Karjakin
Szergej Vasziljevics Karjakin (Jekatyerinburg, 1991. január 25.–) orosz quadversenyző, a 2017-es Dakar-rali győztese a kategóriájában.

## Pályafutása
Karjakin 13 éves korában kezdett versenyezni. Több uráli regionális versenyen is elindult, de ekkor még hómobillal versenyzett. 2010-től már nagyobb orosz rendezvényeken indult és tudott megnyerni. 
Karjakin 2014-ben indult el első Dakar-raliján, ahol szerzett egy szakaszgyőzelmet, majd az összetettben a hetedik lett. A következő évben a negyedik szakasz után kénytelen volt feladni a versenyt. 
2016-ban ismét elindult, de nem tudott szakaszt nyerni, ennek ellenére az előkelőbb negyedik helyen végzett a quadosok között.
2017-re a Yamaha csapatához került. Ebben az évben három szakaszgyőzelmet szerzett és a hetedik szakasz után átvette a vezetést az összetettben. Innentől versenytársaival ellentétben nem hátráltatta nagyobb elektronikai hiba, így több, mint egy órás előnnyel nyerte meg a ralit.

## Eredményei

### Dakar-rali
| Év       | 2014 | 2015    | 2016 | 2017 |
| -------- | ---- | ------- | ---- | ---- |
| Helyezés | 7.   | Feladta | 4.   | 1.   |

## Fordítás
- Ez a szócikk részben vagy egészben  a(z)   Карякин, Сергей Васильевич című orosz Wikipédia-szócikk fordításán alapul.  Az eredeti cikk szerkesztőit annak laptörténete sorolja fel. Ez a jelzés csupán a megfogalmazás eredetét és a szerzői jogokat jelzi, nem szolgál a cikkben szereplő információk forrásmegjelöléseként.